# Lymantria narindra
Lymantria narindra är en fjärilsart som beskrevs av Moore 1859. Lymantria narindra ingår i släktet Lymantria och familjen tofsspinnare. Inga underarter finns listade i Catalogue of Life.